# آهو توغبا
آهو توغبا (انگلیسی: Ahu Tuğba) (۱۳ اوت ۱۹۵۵ – ۱ سپتامبر ۲۰۲۴) بازیگر اهل ترکیه بود.